# Super Monkey Ball
Super Monkey Ball (スーパーモンキーボール), é um jogo eletrônico Arcade de plataforma desenvolvido pela Amusement Vision e distribuído pela Sega. Possui 3 personagens (2 na versão arcade): AiAi, Meemee, Baby e (aparecendo apenas em versões do console) Gongon. O jogo estreou no Japão em 2001 como um gabinete arcade vertical simplesmente chamado Monkey Ball' (que contou com um joystick em forma de banana) e nesse mesmo ano foi lançado como um dos três jogos originais Nintendo GameCube. Desde então, muitas sequelas e portas foram criados. Em 2003 saiu uma versão para o N-Gage.

## Jogabilidade
No jogo você incorpora um macaco que deve ir atrás de cachos de bananas em cenários com caminhos estreitos e muitas surpresas, o detalhe principal do jogo é que os macacos estão dentro de bolhas de plástico e sempre que aceleram seu passo rolam cenário abaixo em alta velocidade. No início as tarefas são simples e fáceis mas a dificuldade cresce imensamente conforme se avança alguns níveis.

### Modos do jogo
Além do modo principal existem mais 6 modos de jogo em Super Monkey Ball, são eles: Monkey Race, Monkey Fight, Monkey Target, Monkey Billiards, Monkey Bowling e Monkey Golf.

## Personagens
- AiAi - É o personagem principal e mascote da franquia. Um macaquinho com uma camisa vermelha com sua inicial no centro. Ele assim como a maioria dos personagens da Sega é visto aparecendo em outros jogos como os da série Sega Superstars.
- Gongon - O rival de AiAi. Um macaco enorme e forte quase similar a um gorila, mas que por vezes é o seu parceiro nos jogos.
- MeeMee - É a namorada de AiAi e a única personagem feminina do grupo. Ela lembra uma versão feminina do AiAi.
- Baby - O mais jovem dos macacos ainda um bebê. Ele é tido como um irmãozinho pro AiAi.